# اکونومیکوس
اکونومیکوس (به یونانی Οἰκονομικός) یا خانه‌داری یا خانه‌سروری، یکی از رسالات سقراطی به قلم گزنفون است و موضوعات کلی آن در مورد مدیریت منزل و کشاورزی است. این نوشته یکی از اولین آثار در خصوص اقتصاد در قالب مدیریت امور منزل است و منبعی ارزشمند در خصوص تاریخ فکری و اجتماعی آتن باستان محسوب می‌شود. محققان این رساله را یکی از آثار متاخر گزنفون می‌دانند و تاریخ تألیف آن را احتمالاً بعد از ۳۶۲ قبل از میلاد می‌دانند. سیسرون اکونومیکوس را به لاتین ترجمه کرد و در عصر رنسانس به محبوبیت رسید و چندین بار بازترجمه شد.

## واژه‌شناسی
واژهٔ اکونومیکوس از ترکیب دو واژهٔ اویکوس (oikos) به معنی خانه و نوموس (nomos) به معنی قانون و نظم ایجاد شده‌است. این واژه در زبان یونانی بار معنایی بیشتری نسبت به واژهٔ خانه‌داری در زبان فارسی دارد و در کل آن را می‌توان به صورت علم مدیریت کلیهٔ امور و دارایی‌های خانگی فرد از قبیل خانه و املاک، محصولات، خدمتکاران و غیره در نظر گرفت. لازم است ذکر شود که در زبان انگلیسی واژهٔ اکونومی به معنای اقتصاد نیز از همین واژه ریشه گرفته‌است.

## خلاصه
ابتدا رساله با مکالمهٔ بین سقراط و کریتوبولوس فرزند کریتون آغاز می‌شود. سقراط در خصوص معنای ثروت بحث می‌کند و مطرح می‌کند که معنای ثروت با مفید و خوب بودن برابر است و نه صرفاً تملک داشتن. او سخت کوشی و اعتدال را با مدیریت بهینهٔ منزل مرتبط می‌داند.
هنگامی که کریتوبولوس در خصوص کارهای لازم برای مدیریت منزل از سقراط سؤال می‌پرسد، سقراط ادعای ناآگاهی می‌کند اما برای او مکالمه خودش با یک اشراف زادهٔ کشاورز آتنی به نام ایسخوماخوس را تعریف می‌کند که در اینجا ایسخوماخوسِ ثروتمند به همسر خود چگونگی مدیریت و ادارهٔ خانه‌شان را آموزش می‌دهد.